# Wizzard
Wizzard — британская рок-группа, образоваванная в 1972 году в Бирмингеме, Англия, Роем Вудом, незадолго до этого покинувшим ELO. Октет, в котором «Вуд играл ту же роль, что Пол Маккартни — в Wings», культивировал красочный, эксцентричный имидж и исполнял «хаотичный, но неизменно мелодичный» поп-рок с элементами арт- и глэм-рока. Девять синглов Wizzard входили в UK Singles Chart; два из них — «See My Baby Jive» и «Angel Fingers» в 1973 году возглавляли британские списки.

## Дискография
| Год  | Заголовок                                            | Чарты | Чарты |
| Год  | Заголовок                                            | U.K.  |       |
| ---- | ---------------------------------------------------- | ----- | ----- |
| 1973 | Wizzard Brew - 1973 - EMI                            | 29    |       |
| 1974 | Introducing Eddy & The Falcons - 1974 - Warner Bros. | 19    |       |
| 2000 | Main Street - 2000 - Edsel                           | -     |       |

| год  | Заголовок                                            | Чарты | Чарты |
| год  | Заголовок                                            | U.K.  | IRL   |
| ---- | ---------------------------------------------------- | ----- | ----- |
| 1972 | «Ball Park Incident»                                 | 6     | 8     |
| 1973 | «See My Baby Jive»                                   | 1     | 1     |
| 1973 | «Angel Fingers (A Teen Ballad)»                      | 1     | 7     |
| 1973 | «I Wish It Could Be Christmas Everyday»              | 4     | 6     |
| 1974 | «Rock 'N' Roll Winter (Loony’s Tune)»                | 6     | 13    |
| 1974 | «This Is The Story Of My Love (Baby)»                | 34    | -     |
| 1974 | «Are You Ready to Rock»                              | 8     | 10    |
| 1975 | «Rattlesnake Roll»                                   | -     | -     |
| 1976 | «Indiana Rainbow»                                    | -     | -     |
| 1981 | «I Wish It Could Be Christmas Everyday» (перевыпуск) | 41    | -     |
| 1984 | «I Wish It Could Be Christmas Everyday» (re-entry)   | 23    | -     |
| 2007 | «I Wish It Could Be Christmas Everyday» (re-entry)   | 16    | -     |
| 2008 | «I Wish It Could Be Christmas Everyday» (re-entry)   | 31    | -     |